# Kirchberg-Thening
Kirchberg-Thening är en kommun  i Österrike. Den ligger i distriktet Linz-Land i förbundslandet Oberösterreich. Huvudorten Kirchberg ligger 165 kilometer väster om huvudstaden Wien. 
Kommunen består av elva orter (Ortschaften) (inom parentes invånarantal 1 januari 2024):

- Aichberg (9)
- Au (145)
- Axberg (156)
- Gumpolding (162)
- Intenham (180)
- Kirchberg (508)
- Niederbuch (76)
- Niederfeld (99)
- Schauersfreiling (70)
- Thening (855)
- Thürnau (291)